# Fiorenzo Stolfi

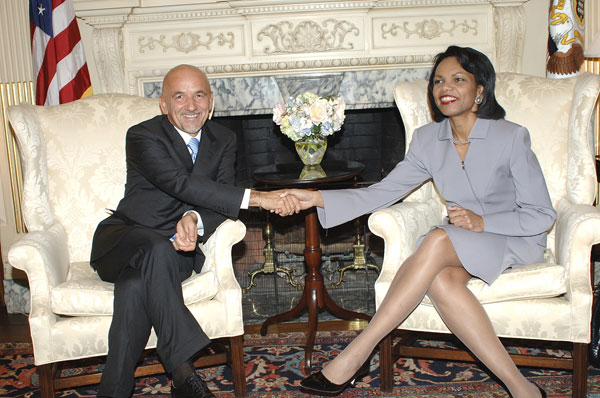
Stolfi mit Condoleezza Rice in Washington, D.C.

Fiorenzo Stolfi (* 11. März 1956 in San Marino) ist ein san-marinesischer Politiker. Im Zeitraum von 1983 und 2008 gehörte 15 Jahre lang der san-marinesischen Regierung mit Unterbrechungen an. Er war unter anderem Außen-, Innen- und Finanzminister.
Stolfi studierte Jura an der Universität Urbino. Er ist verheiratet und Vater von zwei Kindern.
Stolfi trat 1978 in den Partito Socialista Unitario ein. Er hatte verschiedene Parteiämter inne, unter anderem war er Generalsekretär. Von 1983 bis 2012 war er Mitglied des san-marinesischen Parlaments, des Consiglio Grande e Generale Stolfi war von 1983 bis 1986 Tourismusminister (Deputato per il Turismo e lo Sport, il Commercio e l’Agricultura) in der von Partito Comunista Sammarinese (PCS), PSU und Partito Socialista Sammarinese (PSS) gebildeten Regierung. Die Regierung zerbrach 1986 und wurde von einer Koalition aus Partito Democratico Cristiano Sammarinese (PDCS) und PCS abgelöst. Nach der Parlamentswahl 1988 blieb der PSU, inzwischen in Partito Socialista Unitario – Intesa Socialista umbenannt, in der Opposition und schloss sich 1990 dem PSS an. Nach einer Regierungskrise bildeten PDCS und PSS 1992 eine neue Regierung. Stolfi wurde Industrieminister (Deputato per l’Industria e l’Artigianato). Nach den vorgezogenen Wahlen 1993 wurde die Koalition von PDCS und PSS fortgesetzt. Stolfi blieb Industrieminister und erhielt zusätzlich die Verantwortung für wirtschaftliche Zusammenarbeit (Deputato per l’Industria, l’Artigianato e la Cooperazione Economica). Bei der Parlamentswahl 1998 wurde die Regierung bestätigt, Stolfi blieb im Kabinett, seine Zuständigkeit wurde um die Bereiche Post und Telekommunikation erweitert (Segretario di Stato per l’Industria, l’Artigianato, la Cooperazione Economica, le Poste e le Telecommunicazioni). 2000 kam es erneut zu einer Regierungskrise, der PSS schied aus der Regierung aus und wurde durch Partito Progressista Democratico Sammarinese (PSDS) und Socialisti per le Riforme (SpR) ersetzt. Nach der Parlamentswahl 2001 wurde wieder eine Regierung aus PDCS und PSS gebildet, in der Stolfi das Außenministerium übernahm (Segretario di Stato per gli Affari Esteri e Politici). Die Regierung wurde am 20. Mai 2002 umgebildet und Stolfi wurde Finanzminister (Segretario di Stato per le Finanze, il Bilancio, la Programmazione Economica, i Rapporti con l’A.A.S.F.N e i Trasporti) blieb dies auch nach der folgenden Regierungsumbildung am 25. Juni 2002 in dem Kabinett aus PSS, Alleanza Popolare (AP) und Partito dei Democratici (PdD). Die Regierung hielt jedoch nur 6 Monate und wurde am 16. Dezember 2002 von einem Bündnis aus PDCS und PSS abgelöst, in dem Stolfi erneut Außenminister wurde (Segretario di Stato per gli Affari Esteri e Politici, la Programmazione e la Cooperazione Economica). Nach einem Jahr wurde im Dezember 2003 der PdD in die Regierung aufgenommen. Stolfi schied aus dem Kabinett aus und wurde bis zum Ende der Legislaturperiode 2006 Fraktionsvorsitzender des PSS. 2005 vereinigten sich PdD und PSS zum Partito dei Socialisti e dei Democratici (PSD). Nach der Wahl 2006 bildeten PSD, AP und Sinistra Unita (SU) die Regierung und Stolfi wurde zum dritten Mal Außenminister (Segratario di Stato per gli Affari Esteri e Politici, e la Programmazione Economica). Stolfi blieb auch nach der Kabinettsumbildung im November 2007, bei der die Democratici di Centro (DdC) in die Regierung eintraten, bis zum vorzeitigen Ende der Legislaturperiode Ende 2008, Außenminister. Die Wahl 2008 gewann das Bündnis Patto per San Marino, die PSD ging in die Opposition. Stolfi wurde Mitglied des Außenausschusses und vertrat San Marino von 2009 bis 2013 in der Parlamentarischen Versammlung des Europarates. Bei der Parlamentswahl 2012 trat er nicht mehr an.
Am 8. September wurde Stolfi wegen des Vorwurfs der Mitgliedschaft in einer kriminellen Vereinigung und der Geldwäsche in Untersuchungshaft genommen. Seine Konten wurden eingefroren und sein Vermögen beschlagnahmt. Im November wurde er aus der Haft entlassen, blieb jedoch bis zum 12. Mai 2015 unter Hausarrest. Nach seiner Suspendierung von allen Parteiämtern im September 2013, trat Stolfi im Dezember 2014 aus dem PSD aus. Am 19. Mai 2015 wurde der Conto Mazzini Prozess gegen 29 Beschuldigte, darunter neben Stolfi weitere sieben ehemalige Regierungsmitglieder, eröffnet.